# Prussia Meridionale

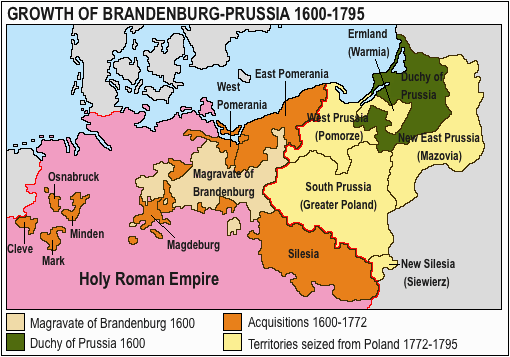
La provincia della Prussia meridionale nel Regno di Prussia.

La Prussia meridionale (in tedesco: Südpreußen) fu una provincia del Regno di Prussia dal 1793 al 1806. Fu creata dopo la seconda spartizione della Polonia e includeva anche la regione della Grande Polonia. La principale città era Poznań. Nel 1806 aveva 1 503 508 abitanti. La Prussia meridionale fu amministrata dal Direttorio Generale a Berlino fino al 1806.
I coloni tedeschi invitati a insediarsi nelle tenute nobiliari della provincia erano conosciuti come Hauländer.
A seguito della conquista dell'esercito di Napoleone Bonaparte, la Prussia, nella Pace di Tilsit nel 1807, perse la Prussia meridionale che divenne parte del Ducato di Varsavia, stato dipendente dall'Impero francese. Dopo il Congresso di Vienna del 1815, venne divisa tra il Granducato di Poznań (prussiano) e il Regno polacco del Congresso, parte dell'Impero russo.

## Distretti
Nel 1806 la provincia della Prussia meridionale aveva tre distretti (dipartimenti): questi distretti includevano queste contee ("Kreise"):
| Poznań | Kalisz | Varsavia                                                                                         |
| - Poznań - Oborniki - Meseritz - Bomst - Fraustadt - Krebe - Schrimm - Kosten - Krotoschin - Peisern - Schroda - Gnesen - Wangrowitz - Powitz - Brzesk - Radziejów - Kowal | - Kalisz - Adelnau - Konin - Ostreschow - Wieluń - Lumtomiersk - Warta - Schadek - Sieradz - Petrikau - Radomsk - Czenstochau | - Varsavia - Blonin - Tschersk - Rawa - Sochaczew - Gostin - Orlow - Lenczyca - Zgierz - Brzezin |

| Controllo di autorità | VIAF (EN) 246088419 · LCCN (EN) n82254898 · GND (DE) 4058452-5 · J9U (EN, HE) 987007559847505171 |